# Monte San Martino
Monte San Martino là một đô thị ở tỉnh Macerata ở vùng Marche, có vị trí cách khoảng 70 km về phía nam của Ancona và khoảng 30 km về phía nam của Macerata. Tại thời điểm ngày 31 tháng 12 năm 2004, đô thị này có dân số 821 người và diện tích là 18,5 km².
Monte San Martino giáp các đô thị: Amandola, Montefalcone Appennino, Penna San Giovanni, Santa Vittoria in Matenano, Servigliano, Smerillo.